# Veronica Avluv
Veronica Avluv (Rowlett, Texas; 23 de noviembre de 1972) es una actriz pornográfica y modelo estadounidense.

## Características
Se describió como bisexual. Afirmó que también tuvo relaciones sexuales con otras chicas en su vida personal. Es multiorgásmica, realizando además el squirt en las películas pornográficas en las que actúa.

## Filmografía parcial
- 2010 – Lesbian Adventures: Strap-On Specialists 2
- 2010 – Lesbian Seductions 30
- 2010 – Lesbian Seductions 32
- 2011 – Women Seeking Women 74
- 2012 – Lesbian Seductions 40
- 2012 – Seasoned Players 17
- 2012 – Slutty and Sluttier 17